# Liste der Monuments historiques in Lacour-d’Arcenay
Die Liste der Monuments historiques in Lacour-d’Arcenay führt die Monuments historiques in der französischen Gemeinde Lacour-d’Arcenay auf.

## Liste der Immobilien
| Bezeichnung                | Beschreibung | Standort                                       | Kennzeichnung | Schutzstatus | Datum | Bild           |
| -------------------------- | --- | ---------------------------------------------- | ------------- | ------------ | ----- | -------------- |
| Park des Château d’Arcenay | englischer Garten, um 1873, Architekt Élie Lainé; ohne das im Park liegende Schloss und die Wirtschaftsgebäude | Arcenay, 2 route de Dompierre-en-Morvan (Lage) | PA21000102    | Inscrit      | 2020  |                |
| Kapelle St-Martin          | Chorraum einer Kirche wohl des 15. Jahrhunderts | Arcenay, place de la Chapelle (Lage)           | PA21000103    | Inscrit      | 2020  | weitere Bilder |
| Château de Lacour          | Burg, 14. Jahrhundert, im 17. Jahrhundert zum Schloss umgebaut, zwischen 1748 und 1750 nach Entwurf von Jean-Baptiste Caristie umgestaltet; mit Wirtschaftsgebäuden, Taubenturm, Wassergräben, Parkanlage und Zufahrtsallee | Lacour, rue du Château (Lage)                  | PA00125316    | Inscrit      | 1993  | weitere Bilder |